# Cyphochilus (djur)
Cyphochilus är ett släkte av skalbaggar. Cyphochilus ingår i familjen Melolonthidae.

## Dottertaxa tillCyphochilus, i alfabetisk ordning[1]
- Cyphochilus apicalis
- Cyphochilus candidus
- Cyphochilus carinchebanus
- Cyphochilus costulatus
- Cyphochilus cratacea
- Cyphochilus cylindricus
- Cyphochilus elongatus
- Cyphochilus farinosus
- Cyphochilus feae
- Cyphochilus flavomarginatus
- Cyphochilus insulanus
- Cyphochilus latus
- Cyphochilus manipurensis
- Cyphochilus marginalis
- Cyphochilus niveosquamosus
- Cyphochilus oberthuri
- Cyphochilus obscurus
- Cyphochilus ochraceus
- Cyphochilus peninsularis
- Cyphochilus podicalis
- Cyphochilus proximus
- Cyphochilus pygidialis
- Cyphochilus testaceipes
- Cyphochilus tonkinensis
- Cyphochilus tricolor
- Cyphochilus unidentatus
- Cyphochilus waterhousei
- Cyphochilus ventriglaber
- Cyphochilus ventritectus
- Cyphochilus vestitus